# Kennedy Bakırcıoğlu
Kennedy Bakırcıoğlu (Södertälje, 2 novembre 1980) è un ex calciatore svedese, di ruolo centrocampista o attaccante.

## Biografia
È nato in Svezia da una famiglia di origine assira originaria di Midyat, in Turchia.
Suo padre Benjamin, soprannominato "Muller", fuggì in Svezia a 17 anni prima di essere chiamato a svolgere il servizio militare. Egli ha giocato nell'Assyriska dal 1976 al 1992, imponendosi come il miglior marcatore nella storia del club.

## Carriera
Kennedy ha iniziato la carriera ripercorrendo le orme del padre, debuttando nella prima squadra dell'Assyriska nel 1996, quando era ancora quindicenne. L'esordio assoluto in prima squadra è stato contro l'Åtvidaberg in Coppa di Svezia. È rimasto all'Assyriska fino al termine della stagione 1998.
Nel gennaio del 1999 è stato chiamato dal Manchester United per giocare una partita con la squadra riserve: nonostante la larga vittoria contro le riserve dell'Aston Villa, Bakırcıoğlu non ha impressionato Alex Ferguson al punto tale da ottenere un contratto.
All'età di 18 anni è quindi rientrato in Svezia per iniziare a giocare nell'Hammarby, squadra di cui diventerà un giocatore chiave dentro e fuori dal campo. Nel 2001, anno del primo storico titolo nazionale vinto dai biancoverdi, ha contribuito con 8 gol e 7 assist in 26 partite giocate.
Trascorsi cinque anni all'Hammarby, nel gennaio 2004 si è unito alla squadra greca dell'Iraklis. L'esperienza greca tuttavia non si è rivelata una delle migliori, vista la difficoltà di ritagliarsi uno spazio.
Nell'estate del 2005 è stato ingaggiato dagli olandesi del Twente, diventando titolare già dopo poche giornate. Particolarmente prolifica è stata la stagione 2006-2007, quando sotto la guida del tecnico Fred Rutten ha realizzato 15 gol che hanno aiutato il Twente a raggiungere il quarto posto in classifica e la qualificazione alle coppe europee.
Il 15 maggio 2007 è stato ufficializzato il suo trasferimento all'Ajax a partire dal successivo 1º luglio. All'esordio in campionato con la maglia dei lancieri, Bakırcıoğlu è andato subito a segno nella straripante vittoria esterna per 8-1 sul campo del De Graafschap. Chiude la stagione con 3 reti in 18 presenze. L'anno seguente sulla panchina del club siede un nuovo allenatore, il tre volte Pallone d'oro Marco van Basten, che lo relega in panchina o in tribuna in gran parte dei casi. Nonostante ciò, un gol di Bakırcıoğlu all'Artemio Franchi contro la Fiorentina (quello dello 0-1 nella sfida di andata) si è rivelato cruciale per la qualificazione agli ottavi di finale della Coppa UEFA 2008-2009. Il suo minutaggio è rimasto pressoché simile anche l'anno successivo sotto la guida di Martin Jol.
Una volta lasciato l'Ajax nel giugno 2010, nel mese successivo ha firmato con gli spagnoli del Racing Santander. Ad eccezione di due incontri, è partito titolare in tutte le partite de La Liga 2010-2011, con la formazione cantabrica che è riuscita a ottenere la salvezza. Tre dei suoi sei gol segnati sono arrivati nell'ultimo mese di campionato, rispettivamente contro Maiorca, Atlético Madrid e Athletic Club di Bilbao. Durante la stagione 2011-2012 ha collezionato solo 7 presenze in campionato a causa di un infortunio al tendine di Achille, mentre la squadra nel frattempo si dirigeva verso la retrocessione.
Con il Racing Santander relegato in Segunda División, nell'agosto del 2012 Bakırcıoğlu ha colto l'occasione per iniziare una nuova parentesi all'Hammarby, suo vecchio club svedese che da due anni e mezzo era anch'esso relegato nella rispettiva seconda serie nazionale. La squadra ha fallito l'obiettivo della promozione sia nel 2012 che nel 2013, anno in cui gli è stata affidata la fascia di capitano e in cui ha segnato l'ultimo gol nella storia del Söderstadion, la storica casa dell'Hammarby destinata ad essere demolita nei mesi a seguire. In occasione della Superettan 2014 è stato lui a trascinare i biancoverdi al primo posto in classifica grazie anche alle 17 reti segnate, bottino che gli ha permesso di laurearsi capocannoniere del torneo. Nel dicembre 2014 ha prolungato il contratto con i biancoverdi fino al termine della stagione 2016. Successivamente ha prolungato per un'ulteriore stagione sia al termine del campionato 2016 che del campionato 2017. Nel novembre 2018, al termine della sua ultima stagione prima dell'addio al calcio giocato, ha ricevuto particolari celebrazioni dai tifosi dell'Hammarby. La società, in accordo con lo stesso Bakırcıoğlu, ha anche ritirato la sua maglia numero 10 per dieci anni.

## Statistiche

### Presenze e reti nei club
| stag.           | club             | serie              | pres. | gol |
| --------------- | ---------------- | ------------------ | ----- | --- |
| 1996            | Assyriska        | Superettan         | 1     | 0   |
| 1997            | Assyriska        | Superettan         | 8     | 1   |
| 1998            | Assyriska        | Superettan         | 25    | 9   |
| 1999            | Hammarby         | Allsvenskan        | 25    | 2   |
| 2000            | Hammarby         | Allsvenskan        | 26    | 5   |
| 2001            | Hammarby         | Allsvenskan        | 26    | 8   |
| 2002            | Hammarby         | Allsvenskan        | 25    | 11  |
| 2003            | Hammarby         | Allsvenskan        | 25    | 12  |
| gen.-giu. 2004  | Īraklīs          | Super League greca | 7     | 2   |
| 2004-2005       | Īraklīs          | Super League greca | 17    | 2   |
| 2005-2006       | Twente           | Eredivisie         | 32    | 8   |
| 2006-2007       | Twente           | Eredivisie         | 34    | 15  |
| 2007-2008       | Ajax             | Eredivisie         | 18    | 3   |
| 2008-2009       | Ajax             | Eredivisie         | 8     | 1   |
| 2009-2010       | Ajax             | Eredivisie         | 9     | 2   |
| 2010-2011       | Racing Santander | Primera División   | 32    | 6   |
| 2011-2012       | Racing Santander | Primera División   | 7     | 0   |
| ago.-dic. 2012  | Hammarby         | Superettan         | 9     | 5   |
| 2013            | Hammarby         | Superettan         | 23    | 7   |
| 2014            | Hammarby         | Superettan         | 28    | 17  |
| 2015            | Hammarby         | Allsvenskan        | 22    | 4   |
| 2016            | Hammarby         | Allsvenskan        | 27    | 6   |
| 2017            | Hammarby         | Allsvenskan        | 21    | 1   |
| 2018            | Hammarby         | Allsvenskan        | 12    | 1   |
| Totale carriera | Totale carriera  | Totale carriera    | 467   | 128 |

### Cronologia presenze e reti in nazionale
| Cronologia completa delle presenze e delle reti in nazionale ― Svezia | Cronologia completa delle presenze e delle reti in nazionale ― Svezia | Cronologia completa delle presenze e delle reti in nazionale ― Svezia | Cronologia completa delle presenze e delle reti in nazionale ― Svezia | Cronologia completa delle presenze e delle reti in nazionale ― Svezia | Cronologia completa delle presenze e delle reti in nazionale ― Svezia | Cronologia completa delle presenze e delle reti in nazionale ― Svezia | Cronologia completa delle presenze e delle reti in nazionale ― Svezia |
| Data                                                                  | Città                                                                 | In casa                                                               | Risultato                                                             | Ospiti                                                                | Competizione                                                          | Reti                                                                  | Note                                                                  |
| --------------------------------------------------------------------- | --------------------------------------------------------------------- | --------------------------------------------------------------------- | --------------------------------------------------------------------- | --------------------------------------------------------------------- | --------------------------------------------------------------------- | --------------------------------------------------------------------- | --------------------------------------------------------------------- |
| 1-2-2001                                                              | Jönköping                                                             | Svezia                                                                | 0 – 1                                                                 | Finlandia                                                             | Campionato nordico di calcio                                          | -                                                                     |                                                                       |
| 20-11-2002                                                            | Teplice                                                               | Rep. Ceca                                                             | 3 – 3                                                                 | Svezia                                                                | Amichevole                                                            | -                                                                     |                                                                       |
| 18-2-2003                                                             | Bangkok                                                               | Corea del Nord                                                        | 1 – 1                                                                 | Svezia                                                                | King's Cup 2003                                                       | -                                                                     |                                                                       |
| 20-2-2003                                                             | Bangkok                                                               | Thailandia                                                            | 1 – 4                                                                 | Svezia                                                                | King's Cup 2003                                                       | -                                                                     | 80’                                                                   |
| 30-4-2003                                                             | Stoccolma                                                             | Svezia                                                                | 1 – 2                                                                 | Croazia                                                               | Amichevole                                                            | -                                                                     | 68’                                                                   |
| 16-8-2006                                                             | Gelsenkirchen                                                         | Germania                                                              | 3 – 0                                                                 | Svezia                                                                | Amichevole                                                            | -                                                                     | 73’                                                                   |
| 15-11-2006                                                            | Le Mans                                                               | Costa d'Avorio                                                        | 1 – 0                                                                 | Svezia                                                                | Amichevole                                                            | -                                                                     |                                                                       |
| 7-2-2007                                                              | Il Cairo                                                              | Egitto                                                                | 2 – 0                                                                 | Svezia                                                                | Amichevole                                                            | -                                                                     | 66’                                                                   |
| 2-6-2007                                                              | Copenaghen                                                            | Danimarca                                                             | 0 – 3 tav                                                             | Svezia                                                                | Qual. Euro 2008                                                       | -                                                                     | 80’                                                                   |
| 22-8-2007                                                             | Göteborg                                                              | Svezia                                                                | 1 – 0                                                                 | Stati Uniti                                                           | Amichevole                                                            | -                                                                     |                                                                       |
| 8-9-2007                                                              | Stoccolma                                                             | Svezia                                                                | 0 – 0                                                                 | Danimarca                                                             | Qual. Euro 2008                                                       | -                                                                     | 56’                                                                   |
| 17-11-2007                                                            | Madrid                                                                | Spagna                                                                | 3 – 0                                                                 | Svezia                                                                | Qual. Euro 2008                                                       | -                                                                     | 79’                                                                   |
| 6-2-2008                                                              | Istanbul                                                              | Turchia                                                               | 0 – 0                                                                 | Svezia                                                                | Amichevole                                                            | -                                                                     | 73’                                                                   |
| 26-5-2008                                                             | Göteborg                                                              | Svezia                                                                | 1 – 0                                                                 | Slovenia                                                              | Amichevole                                                            | -                                                                     | 46’                                                                   |
| Totale                                                                |                                                                       | Presenze                                                              | 14                                                                    |                                                                       | Reti                                                                  | 0                                                                     |                                                                       |

## Palmarès

### Club

#### Competizioni nazionali
- Campionato svedese: 1

Hammarby: 2001
- Supercoppa dei Paesi Bassi: 1

Ajax: 2007
- Coppa dei Paesi Bassi: 1

Ajax: 2009-2010
- Superettan: 1

Hammarby: 2014

#### Individuale
- Capocannoniere della Superettan: 1

2014 (17 reti)